# Parahemiurus noblei
Parahemiurus noblei är en plattmaskart. Parahemiurus noblei ingår i släktet Parahemiurus och familjen Hemiuridae. Inga underarter finns listade i Catalogue of Life.